# Amphisbaena kisteumacheri
Amphisbaena kisteumacheri là một loài bò sát trong họ Amphisbaenidae. Loài này được Porto, Soares & Caramaschi mô tả khoa học đầu tiên năm 2000.